# Lamprosema persinualis
Lamprosema persinualis là một loài bướm đêm trong họ Crambidae.